# Helfrantzkirch
Helfrantzkirch là một xã ở tỉnh Haut-Rhin trong vùng Grand Est ở đông bắc Pháp. Xã này có diện tích 6,23 km², dân số năm 1999 là 835 người. Khu vực này có độ cao 400 mét trên mực nước biển.